# SSD

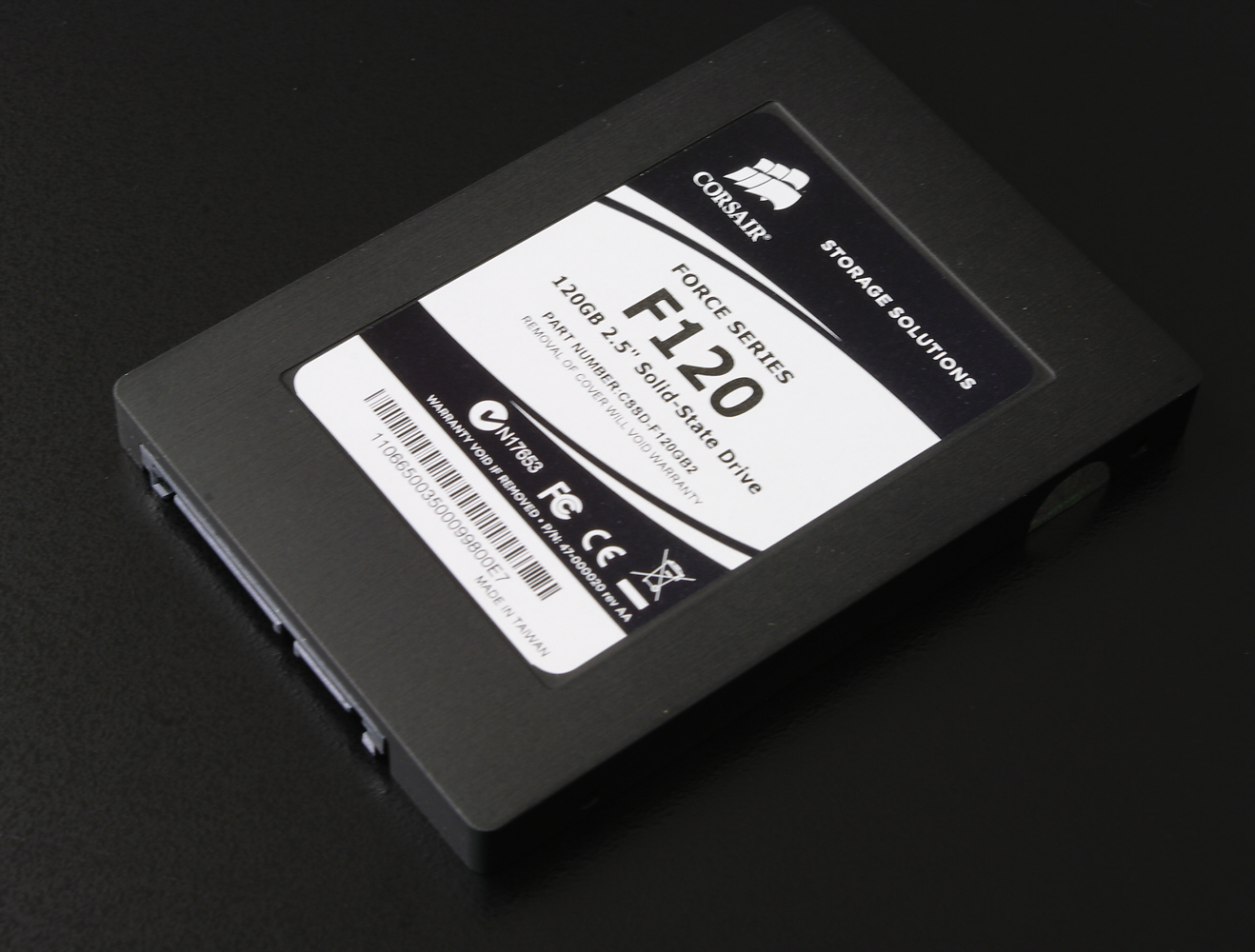
SSD 2.5" dung lượng 125GB

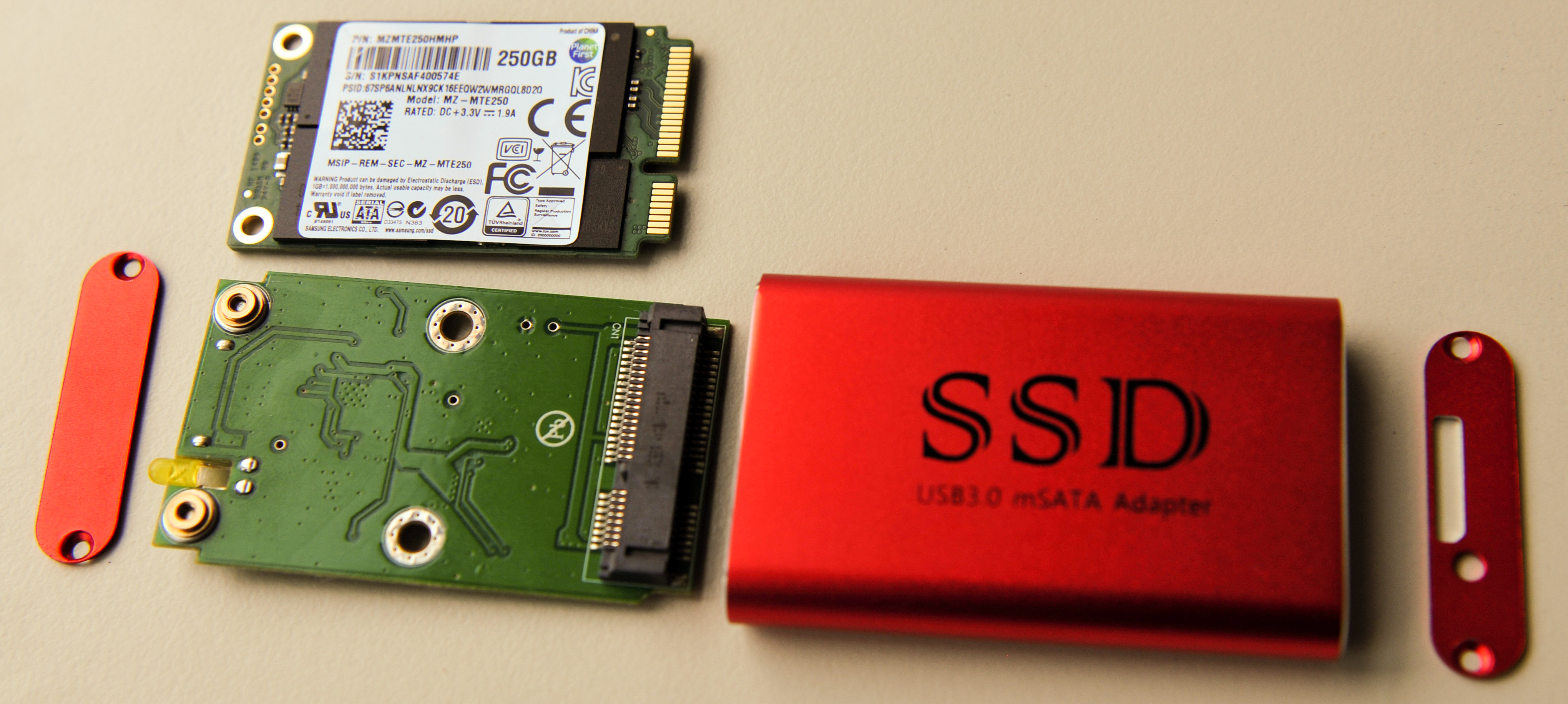
mSATA SSD

SSD (Solid State Drive ): Ổ đĩa bán dẫn, Ổ bán dẫn, Ổ đĩa thể đặc hay Ổ đĩa điện tử), là một loại thiết bị lưu trữ được làm từ vật liệu bán dẫn semiconductor/solid state, dùng để lưu trữ dữ liệu. Trong khi loại ổ đĩa truyền thống HDD là rỗng, có chứa khí (không kín và sau này là Helium - Helium-sealed) và các bộ phận chuyển động ở bên trong (đầu từ, đĩa từ, cánh tay truyền động...) thì ngược lại SSD lại có kết cấu đặc (không rỗng), không chứa các bộ phận chuyển động cơ học (nhờ vậy ít bị ảnh hưởng bởi sự va chạm / rung động và có độ bền cơ học cao hơn so với HDD). Về mặt ứng dụng, ổ đĩa SSD có tính năng và công dụng tương tự như các ổ đĩa cứng (HDD - Hard Disk Drive) và do đó dễ dàng được sử dụng cho nhiều mục đích khác nhau. So với thẻ nhớ SD,  ổ đĩa SSD có độ bền, tốc độ, khả năng chống sốc điện, tiếp xúc cơ khí tốt, sức chịu đựng môi trường cũng tốt hơn. Ổ đĩa SSD sử dụng các loại bộ nhớ bán dẫn như SRAM, DRAM hay Flash để lưu dữ liệu và không nên nhầm lẫn với RAM Disk là một công nghệ mô phỏng và lưu dữ liệu trên RAM.

## Đặc tính
Nhờ sử dụng vật liệu bán dẫn / RAM (đặc) để lưu dữ liệu nên các hoạt động đọc/ghi dữ liệu của SSD không kéo theo sự chuyển động cơ khí của bất cứ bộ phận nào ở bên trong và do đó nó thường bền hơn so với HDD. Cũng nhờ kết cấu "đặc" (solid) và không có các bộ phận chuyển động cơ khí nên khi chạy SSD gần như không gây ra tiếng ồn, không có độ trễ cơ học, đem lại tốc độ truy cập cao hơn và có thời gian khởi động nhanh hơn so với HDD.
Ngoài ra, nhờ không sử dụng đầu đọc cơ học để truy cập dữ liệu nên SSD tiêu tốn ít điện năng hơn HDD và có thể hoạt động ở điện áp thấp hơn so với HDD, có kích thước nhỏ gọn hơn HDD. Do đó, nó được dùng nhiều cho các loại máy tính điện áp thấp. SSD của Texas Instrument sử dụng RAM có thời gian truy cập dữ liệu là 15 micro giây, nhanh gấp 250 lần ổ đĩa cứng truyền thống, còn ổ đĩa SSD dùng bộ nhớ flash có thời gian truy cập dữ liệu từ 80-120 micro giây.
SSD có dải nhiệt hoạt động cao hơn HDD, thông thường từ 5-55 °C. Một số ổ đĩa flash có thể hoạt động ở nhiệt độ 70°C. SSD loại công nghiệp có thể hoạt động đến 85°C. Tuy nhiên, SSD lại có những hạn chế về dung lượng lưu trữ và giá thành so với HDD. SSD thường sử dụng chip nhớ dạng Flash để lưu trữ, các bộ nhớ Flash này thường có khả năng ghi đọc tối đa khoảng 10.000 lần với loại MLC và trên 100.000 lần với loại SLC (đối với từng byte riêng biệt trong Flash, hiện nay thị trường chủ yếu sản xuất loại này), với sự kết hợp của bộ điều khiển ghi đọc giúp cho việc không bị ghi xóa quá nhiều lần vào một ô nhớ dẫn đến tuổi thọ của SSD được thời gian dài, với SSD dung lượng lớn thì thời gian sử dụng thường hàng chục năm (tùy thuộc vào kích thước ổ đĩa, lượng dữ liệu ghi xóa). Ổ đĩa SSD thường đắt hơn nhiều lần so với HDD nếu tính trên đơn vị dung lượng lưu trữ.
SSD và thẻ nhớ SD đều sử dụng công nghệ bộ nhớ Flash để lưu trữ dữ liệu, điểm khác biệt lớn nhất giữa thẻ nhớ SD và SSD nằm ở con chip điều khiển được gắn cùng với nó. Thẻ nhớ có kích thước rất nhỏ gọn nên không thể tích hợp một con chip điều khiển quá trình đọc ghi phức tạp nên việc ghi dữ liệu trên thẻ SD không tối ưu, không hỗ trợ những tập lệnh hỗ trợ quá trình ghi. Bộ nhớ SSD thường là rất nhiều chip nhớ Flash kết hợp với một chip điều khiển quá trình ghi xóa phức tạp, nó giúp cho việc ghi xóa tốc độ cao, số lần ghi xóa, và độ tin cậy lớn hơn nhiều so với thẻ nhớ SD, đặc biệt khả năng tiếp xúc cơ khí tốt. Giá thành sản xuất của SSD cũng đắt hơn nhiều so với thẻ nhớ SD. Vì các đặc tính trên thẻ nhớ SD thường được sử dụng cho mục đích lưu trữ đối với thiết bị điện tử gia đình, máy quay cầm tay, điện thoại... Bộ nhớ SSD được sử dụng cho các mục đích khắc nghiệt hơn như thiết bị quay video chuyên dụng trong môi trường rung xóc, hoạt động trên tàu, ô tô...
Gần đây, giá thành của SSD đang càng ngày càng giảm và người dùng có nhiều cơ hội hơn để trang bị SSD cho các thiết bị.

## Lịch sử
Thiết bị SSD đầu tiên dùng sắt từ được tạo ra vào thời kỳ máy tính còn sử dụng ống chân không. Tuy nhiên với sự xuất hiện của thiết bị lưu trữ dạng trống, nó đã bị ngưng sử dụng. Sau đó, vào những năm 70-80 của thế kỷ 20, ổ đĩa SSD tiếp tục được phát triển bởi IBM, Amdahl và Cray, nhưng do giá thành quá cao nên việc thương mại hóa rộng rãi SSD lúc đó gặp nhiều khó khăn.
Vào năm 1978, Storage Tek đã phát triển thành công một mẫu SSD đầu tiên. Giữa những năm 1980, Santa Clara Systems giới thiệu BatRam, một kết hợp của các chip DIPRAM kèm theo một card điều khiển mô phỏng ổ đĩa cứng. Ngoài ra, BatRam còn kèm theo một pin hỗ trợ sạc nhiều lần để đảm bảo lưu trữ dữ liệu khi tắt nguồn. Phiên bản Sharp PC-5000, được giới thiệu năm 1983, sử dụng một ổ lưu trữ SSD 128 Kb.
Năm 1996, M-system (được SanDisk mua lại năm 2006) giới thiệu một ổ đĩa SSD dựa trên công nghệ bộ nhớ flash. Kể từ thời điểm này, SSD được sử dụng như một lựa chọn thay thế cho HDD truyền thống trong các ngành công nghiệp hàng không vũ trụ, quân sự và những ngành nghiên cứu quan trọng khác. Những ứng dụng trong các ngành này đòi hỏi một loại thiết bị có khả năng lưu trữ bền vững và ít lỗi như SSD.
SSD bắt đầu được sử dụng trong laptop dù cho đến năm 2009 thì chi phí trên đơn vị lưu trữ của SSD vẫn đắt hơn HDD nhiều lần (580$ cho một ổ đĩa SSD 256GB, so với 50$ cho một ổ đĩa HDD sử dụng khe USB cắm ngoài có cùng dung lượng).
Tháng 3 năm 2009, Texas Memory System tuyên bố sử dụng hệ thống ổ đĩa SSD có dung lượng lớn nhất đạt tới 5TB có tên gọi RamSan-620 cho hệ thống lưu trữ dạng rack. Nó có khả năng đáp ứng tốc độ truy cập 3Gb/s và đáp ứng tốc độ 250.000 thao tác đọc/ghi dữ liệu/giây (IOPS).
Tháng 5 năm 2009, Photofast giới thiệu ổ đĩa SSD G-Monster-PROMISE PCIe với các mức dung lượng từ 128GB đến 1TB, hỗ trợ tốc độ đọc ghi 1000MB/s.
Tháng 3 năm 2018, Nimbus Data giới thiệu mẫu SSD có dung lượng lên tới 100TB, dùng công nghệ NAND 3D với tốc độ đọc/ghi là 500MB/s